# 圣地亚哥·伯纳乌·耶斯特
圣地亚哥·伯纳乌·耶斯特（西班牙語：Santiago Bernabéu Yeste，發音：[sanˈtjaɣo βeɾnaˈβew ˈʝeste]；1895年6月8日—1978年6月2日）是皇家马德里的足球运动员，球场位置前鋒，被认为是该俱乐部史上最重要的球员之一。人们认为他是将皇家马德里成功推上全西班牙乃至全欧洲最成功的足球俱乐部的人。该俱乐部当前的主场便是以他命名的。他在1943年9月至1978年6月期间作了35年的俱乐部主席。